# Force One (Schwaben Park)
Pour l’article homonyme, voir Force One.
Force One sont des montagnes russes assises du parc Schwaben Park, situé à Kaisersbach, en Bade-Wurtemberg, en Allemagne. Elles ont été construites par Zierer et ont ouvert le 18 mai 2010.
Elles ont coûté 2,8 millions d'euros, dont 170 000 euros ont été payés par le land de Bade-Wurtemberg.

## Parcours

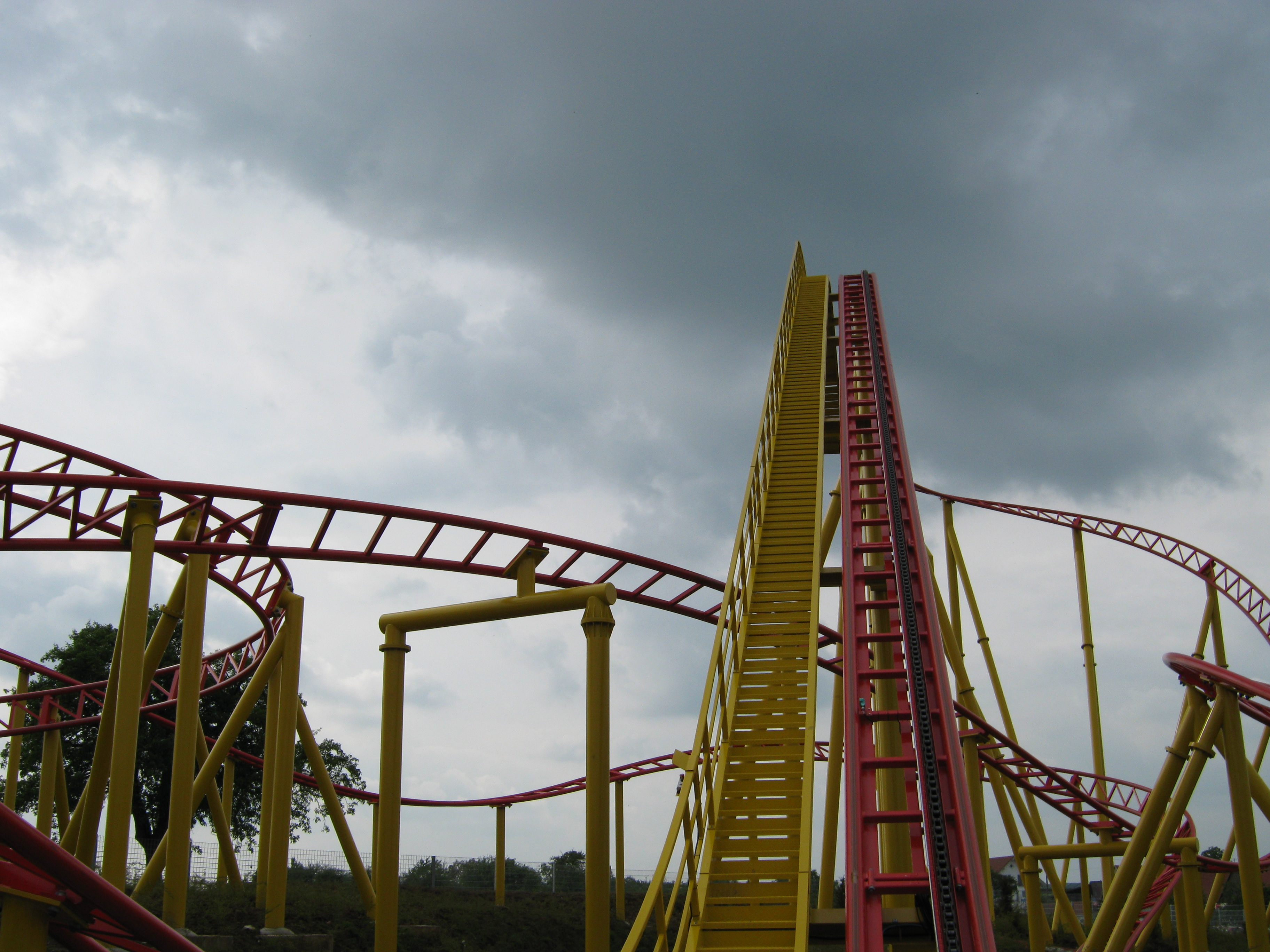
Le lift hill.

Le parcours a une longueur 530 mètres et une hauteur maximale, au sommet du lift hill, de 22 mètres. Sa vitesse maximale est de 85 km/h (mais la vitesse est de 65 km/h en moyenne), ce qui est beaucoup pour des montagnes russes familiales. L'accélération maximale est de 3,7 g, ce qui est aussi assez élevé. Les enfants à partir de six ans peuvent quand même faire cette attraction. Le parcours dure environ une minute et vingt secondes, mais il y a environ quarante secondes entre la première descente et les freins finaux.
Le parcours commence par le lift hill à chaîne. Le train le monte en treize secondes. La première descente, sur laquelle le train atteint sa vitesse maximale, fait une courbe vers la droite. Après une hélice vers la droite, le train passe sous le lift hill. Après une courbe à droite, le train passe sous la première descente et fait une hélice vers la gauche, près du sol. Elle est suivie d'une bosse et d'une courbe vers la droite. Ensuite, il y a une petite bosse, une courbe vers la droite et des freins qui réduisent la vitesse du train. Le train arrive aux freins finaux et à la gare après une dernière courbe à droite.

## Trains
Force One a un train de huit wagons. Les passagers sont placés à deux sur un rang pour un total de seize passagers par train. Il permet une capacité horaire de 500 personnes.